# Ценомани
Ценоманите (на латински: Cenomani; Aulerci Cenomani; Galli cenomani; на гръцки: Κενομάνοι o Γονομάνοι) са келтско-галско племе, населяволо територията на Долна Сена и Лоара. Те са част от групата на авлерките.
Една част от ценоманите се заселва около Льо Ман (в Северозападна Франция), друга част отива в Северна Италия в Цизалпийска Галия, където живеят между реките Падус (По), Олиус (Ольо) и Атезис Адидже). Техният главен град бил Бриксия (днес Бреша).
През 2 и 3 век пр.н.е. са в съюс с римляните против други галски племена. През 200 пр.н.е. се съюзяват с картагенския генерал Хамилкар против римляните.
През 197 пр.н.е. са победени от консул Гай Корнелий Цетег.
През 196 пр.н.е. след битката при Ларий Лакус (езерото Комо), те напускат инсубрите и сключват отделен мирен договор с римляните.